# Mój przyjaciel orzeł
Mój przyjaciel orzeł – austriacko-hiszpański film przygodowo-familijno-dramatyczny.
Akcja filmu toczy się w 1960 roku, w górach Alpach. Najważniejszymi bohaterami filmu są: młody chłopiec Lukas i wychowany przez niego Orzeł Abel. W filmie uczestniczą też: Keller (kłusownik) i Danzer (leśniczy).

## Opis fabuły
W gnieździe pary orłów wykluło się dwoje piskląt, ale wkrótce ginie orzeł-samiec i samica musi sama zadbać o ich wyżywienie. Pisklęta jednak rywalizują ze sobą i starszy wypchnął młodszego z gniazda. 
Siedzącego na ziemi małego orła przypadkowo znajduje młody chłopiec Lukas, który mieszka w górzystym i leśnym terenie, spędzający czas w zgodzie i przyjaźni z przyrodą. Lukas zabiera orła do swego domu i opiekuje się nim. Jego ojciec Keller jest niechętny poczynaniom syna, ale Lukas znajduje wsparcie i pomoc od Danzera.
Orzeł otrzymał biblijne imię Abel, a jego starszy brat Kain. Między Lukasem i Ablem zawiązała się przyjaźń. Lukas karmi Abla i uczy go latać, a także polować. Gdy Abel dorósł odleciał, ale Lukas przez kilka lat ogromnie tęskni za nim, czyniąc poszukiwania. W czasie burzy, podczas lawiny kamiennej w górach ginie Kain.
Pewnego razu niespodziewanie Abel przylatuje do Lukasa, który zadowolony, ostatecznie pogodził się, że ptak odleci na wolność.

## Obsada aktorska
- Jean Reno – Danzer (leśniczy).
- Tobias Moretti – Keller (ojciec Lukasa).
- Manuel Camacho – Lukas (chłopiec).
- Eva Kuen – Maria (matka Lukasa).

## Dubbing
Film został nakręcony w języku angielskim, a następnie dubbingowany w różnych językach do dystrybucji w różnych krajach Europy. Jego międzynarodowy tytuł brzmi Brothers of the Wind.
Polski dubbing
- Władysław Kowalski – Danzer.
- Paweł Deląg – Keller.
- Jakub Jóźwik – Lukas.
- Marianna Kostempska – Maria.